# 阿克蒂恩环礁群
阿克蒂恩环礁群是南太平洋法屬波利尼西亞的群島，屬於土阿莫土群島的一部分，由甘比尔市镇管辖，位於大溪地島東南方1,400公里，由馬圖雷伊瓦沃環礁、泰納拉羅環礁、泰纳龙阿环礁和瓦杭阿環礁組成，面積13.46平方公里。

## 外部連結
- Reefbase – Picture （页面存档备份，存于）

21°22′59″S 136°34′59″W / 21.383°S 136.583°W